# Rio Maguari
O rio Maguari é um curso de água que banha a Região Metropolitana de Belém, estado do Pará, Brasil.